# 稲葉市郎右衛門 (13代目)
13代 稲葉 市郎右衛門（いなば いちろうえもん、1882年〈明治15年〉12月31日 - 1954年〈昭和29年〉8月2日）は、京都府熊野郡久美浜村（現・京都府京丹後市）出身の実業家・銀行家・政治家。京都府会議長、久美浜町長。稲葉市郎右衛門景介（いなば いちろうえもん けいすけ）とも呼ばれる。国鉄峰豊線（現・京都丹後鉄道宮津線）の開業に際して多額の私財を投じたことで知られる。

## 経歴

### 青年期

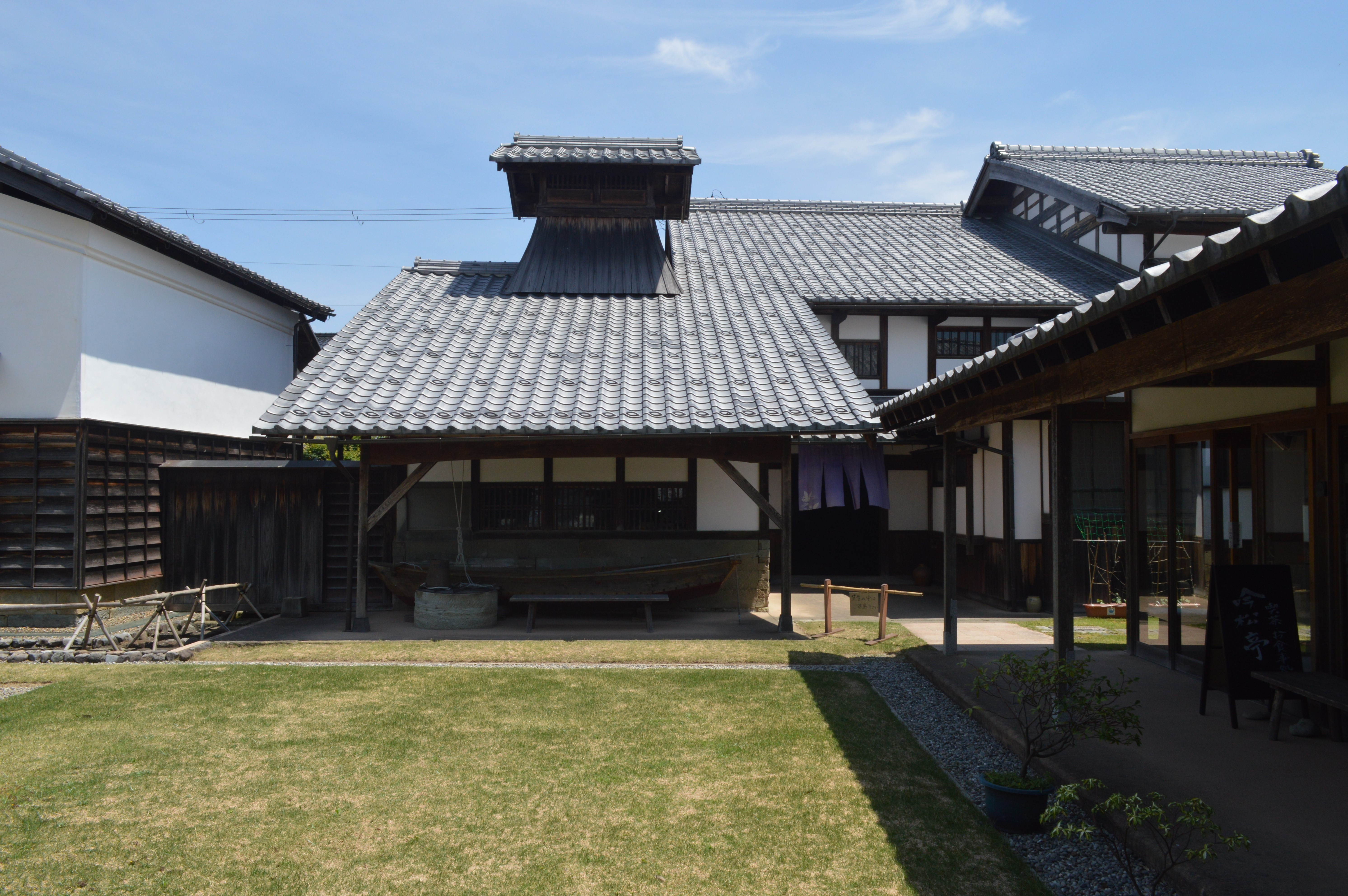
稲葉本家

1882年（明治15年）12月31日、京都府熊野郡久美浜村（現・京丹後市）に生まれた。幼名は景介。
父は12代稲葉市郎右衛門（稲葉市郎右衛門英裕）、母はきせ。12代稲葉市郎右衛門は前妻のきせとの間に一男三女、後妻のとしとの間に四女を儲けており、景介は長男だった。きせは但馬国生野の富豪である大野家の生まれである。
稲葉家は糀屋を屋号とし、廻船業や金融業で富を成した豪商である。京都府有数の大地主でもあり、父の12代稲葉市郎右衛門は京都府会議員や衆議院議員を歴任した。
景介は京都府立第一中学校卒業後に早稲田大学に進学し、1904年（明治37年）3月に早稲田大学政治経済科を卒業した。京都府立第一中学校では野球、早稲田大学ではテニスに親しんでいる。大学卒業後の同年12月、一年志願兵として近衛歩兵第1連隊に入隊し、1907年（明治40年）6月には陸軍三等主計に任じられた。1915年（大正4年）7月には帝国在郷軍人会熊野郡連合分会長に就任した。

### 13代目襲名後

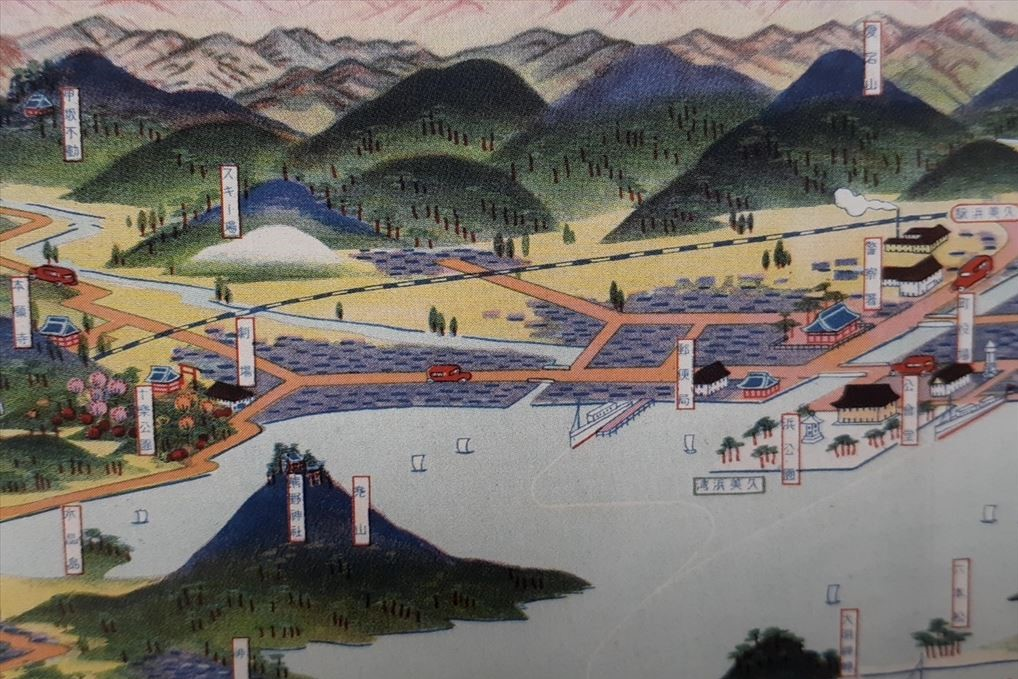
1929年の久美浜町

1915年（大正4年）7月8日に12代稲葉市郎右衛門が死去し、景介が稲葉家の家督を継いで13代稲葉市郎右衛門を襲名した。父の後任として株式会社久美浜銀行の頭取にも就任し、戦後の1951年（昭和26年）9月まで社長を務めている。兵庫県多可郡津万村（現・西脇市）の岡澤磋玄太の娘である千鶴を娶った。
1916年（大正5年）4月には久美浜町会議員に就任し、1921年（大正10年）4月に再選された。1921年（大正10年）8月には熊野郡会議員にも就任し、同年9月から郡制が廃止される1923年（大正12年）4月には最後の熊野郡会議長を務めた。1925年（大正14年）5月には北但馬地震が発生し、久美浜町にも甚大な被害があったが、米倉を開いて罹災者の支援に当たるなどし、震災後の復興計画にも飛び回った。1926年（大正15年）6月には久美浜町長に就任し、震災復興や公設市場の設置などに取り組んだ。1927年（昭和2年）10月と1928年（昭和3年）3月に再選され、1928年（昭和3年）5月に町長を退任した。
1919年（大正8年）9月には京都府会議員に就任し、1923年（大正12年）9月、1927年（昭和2年）9月、1931年（昭和6年）9月、1935年（昭和10年）9月に再選された。1928年（昭和3年）11月5日には推されて京都府会議長に就任し、同月に開催された全国道府県会では議長を務めた。1935年（昭和10年）10月23日から1936年（昭和11年）11月にも京都府会議長を務めている。当時の京都府会は区部連帯・区部・郡部の三部制だったが、参事会員として三部制の撤廃に奔走し、三部制は1931年（昭和6年）4月に廃止されている。1937年（昭和12年）8月に京都府会議員を辞任した。
父の12代稲葉市郎右衛門は鉄道の敷設に腐心した。13代稲葉市郎右衛門は父の遺志を継ぎ、1916年（大正5年）には但丹鉄道期成同盟会を結成し、鉄道建設の請願運動を行った。鉄道の敷設に対して多額の私財を投じ、1929年（昭和4年）12月に国鉄峰豊線（現・京都丹後鉄道宮津線）豊岡駅と久美浜駅間が開業した。1933年（昭和8年）には久美浜金融株式会社の社長に就任した。
京都府教育会熊野郡部会長、熊野郡農会長、熊野郡蚕糸同業組合長、熊野郡水産会長なども歴任した。1929年（昭和4年）には郡農産物販売組合の組合長に就任し、新しい農産物の導入に取り組んだり、久美浜駅前に瓶缶詰工場を建設して加工食品の販売に取り組むなどした。また、熊野郡立農林学校が京都府に移管されて京都府立久美浜農学校となると、久美浜農学校の整備に尽力した。1929年（昭和4年）には京都府購買販売利用組合連合会を設立して会長に就任した。

### 文人として

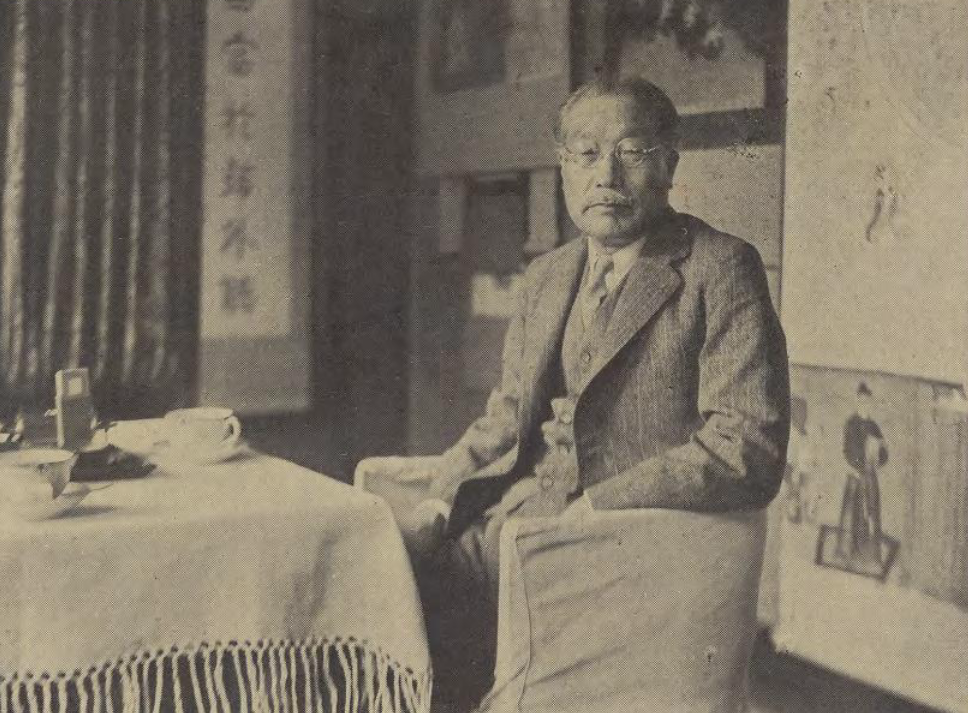
稲葉家に逗留した結城素明

稲葉家の代々の当主は国学や和歌を嗜んでいる。13代目稲葉市郎右衛門も「紫鱗」という雅号を有し、俳句・謡曲・弓術などを能くした。
1918年（大正7年）11月、文展や帝展で活躍した日本画家の小山栄達は兵庫県但馬地方を訪れているが、13代目稲葉市郎右衛門と鎌田三郎兵衛は城崎温泉の三木屋旅館別荘において、小山栄達の来訪を歓迎して雅会を開催した。
1919年（大正8年）5月8日から5月11日、稲葉家に日本画家の結城素明が逗留し、「極彩色草花之図金屏風」を描いた。結城素明は久美浜で風景画「静湾初夏」も描いており、第4回金鈴社展への出品後に稲葉家の所蔵物となっている。同年6月、13代目稲葉市郎右衛門は上野公園で開催された第4回金鈴社展を観覧し、箱根の芦ノ湖や日光の華厳滝などにも赴いた。

### 晩年

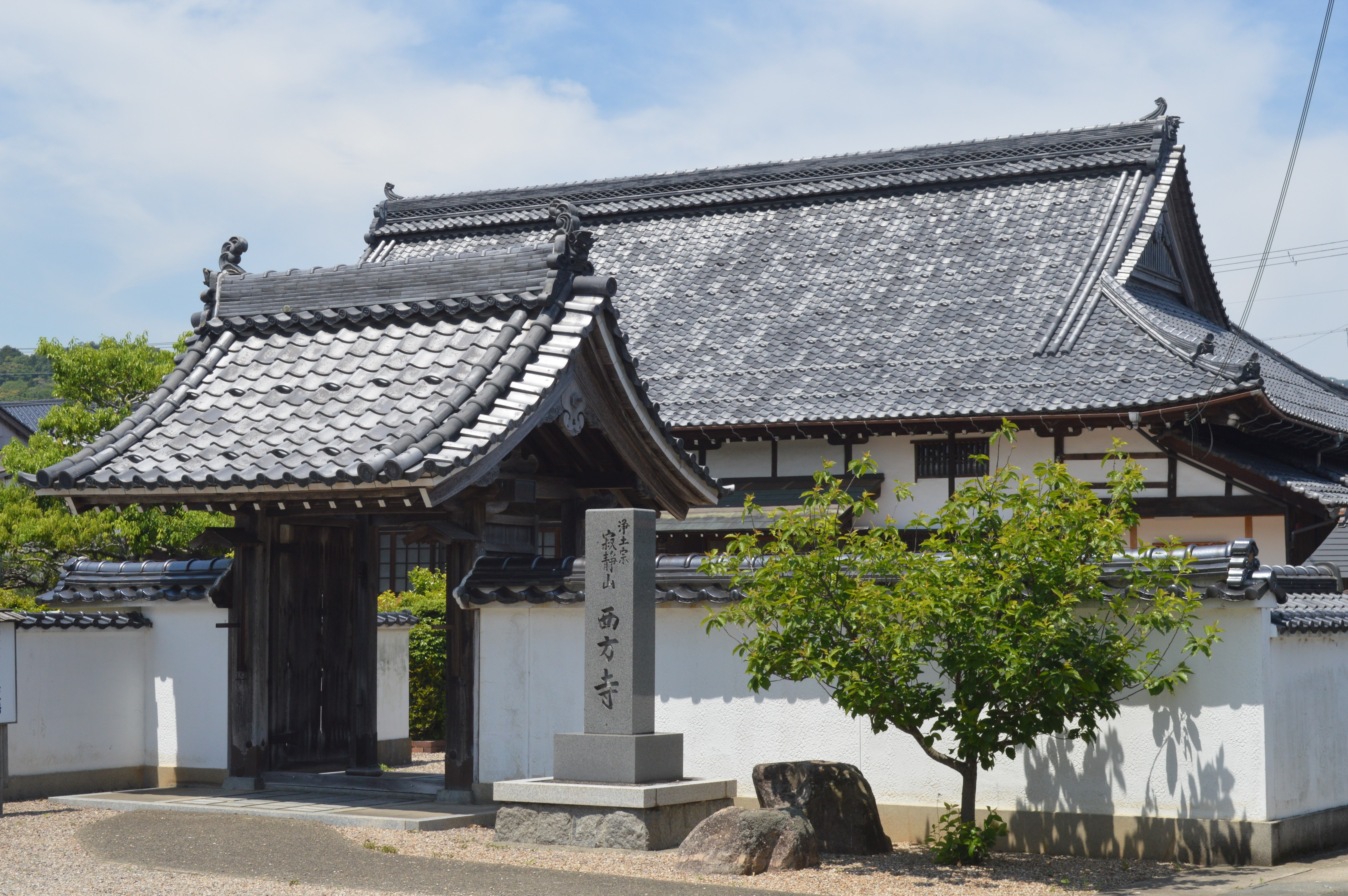
墓所の西方寺

1950年（昭和25年）、熊野郡町村会によって稲葉本家に13代目稲葉市郎右衛門の銅像が建立された。稲葉家は織田信長に仕えた稲葉氏の末裔とされており、像は岐阜県の岐阜城（稲葉山城）の方角を向いている。1954年（昭和29年）8月2日、中風の為に久美浜町で死去した。墓所は久美浜町の西方寺。

## 親族
- 祖父：11代稲葉市郎右衛門（太訓）

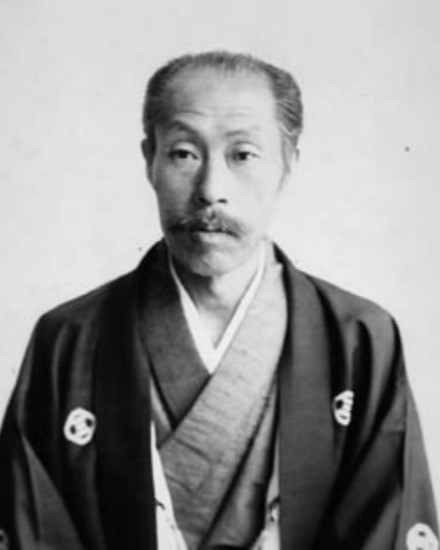
12代稲葉市郎右衛門

- 祖母：里う - 兵庫県氷上郡新郷村の進藤三郎左衛門の娘。
  - 父：12代稲葉市郎右衛門（英裕）
  - 母：きせ（季斉） - 兵庫県朝来郡生野町の大野友右衛門の娘。
    - 本人：13代稲葉市郎右衛門（景介）
    - 妻：千鶴 - 兵庫県多可郡津万村の岡澤磋玄太の娘。
      - 長男：戦死。
      - 次男：戦死。
      - 長女：曽根
      - 婿養子：曽根の夫、京都府相楽郡木津町飯田一男の次男。
      - 次女

  - 叔父：稲葉宅蔵